# Luka Rupnik
Luka Rupnik (Lubiana, 20 maggio 1993) è un cestista sloveno.

## Carriera
Con la Slovenia ha disputato i Giochi olimpici di Tokyo 2020 e tre edizioni dei Campionati europei (2011, 2015, 2022).

## Palmarès
- Campionato sloveno: 1

Cedevita Olimpija: 2020-21
- Coppa di Slovenia: 1

Union Olimpija: 2013
- Coppa del Belgio: 1

Anversa Giants: 2020
- Supercoppa slovena: 1

Cedevita Olimpija: 2021